# 崇神天皇
崇神天皇（日语：／ Sujin Tennō）為日本第十代天皇，其在《日本書紀》中被稱作御間城入彦五十瓊殖尊，在《古事記》裡則称作御真木入日子印惠命，是目前考古上最早可考的天皇。这位皇帝的统治时期通常被指定为公元前97年至公元前30年之间。

## 略历
御間城入彥五十瓊殖尊是開化天皇次子，母親是開化天皇皇后伊香色謎命（いかがしこめのみこと）。异父兄为彦太忍信命（磐之媛之祖），异母弟为彦坐王（神功皇后之祖）。
開化天皇年在位第29年，19歲的御間城入彥五十瓊殖尊被立為太子。開化天皇在在位第60年四月駕崩，隔年正月十三日崇神天皇即位，是為御間城入彥五十瓊殖天皇。
二月辛亥朔丙寅，立堂妹御間城姬為皇后，后来生了活目入彥五十狹茅天皇、彥五十狹茅命、國方姬命、千千衝倭姬命、倭彥命、五十日鶴彥命。他的另一位妃子是来自紀伊國荒河戶畔的女子—遠津年魚眼眼妙媛（也有另一种说法称这位妃子是是大海宿禰氏族的女子，来自八阪振天的某个地方）。这位妃子生了豐城入彥命、豐鍬入姬命。他的次妃为尾張大海媛，生了八阪入彥命、渟名城入姬命、十市瓊入姬命。
他即位5年后，国内瘟疫流行，于是他祭祀大物主神。他即位的第10年，镇压了武埴安彦命（たけはにやすびこ、孝元天皇的皇子）的叛乱，并向各地派遣四道将军。他即位12年后，调查了户口，之后被称作御肇国天皇。他即位的第65年，任那前来朝貢。他在即位68年驾崩。

## 事迹

### 敬神祭祀
他在位的第三年秋天九月，把都城迁到了矶城，这座新皇宫叫瑞籬宫。
到了在位第四年冬天十月二十三日，他下诏书说：「惟，我皇祖諸天皇等光臨宸極者，豈為一身乎？蓋所以司牧人神，經綸天下，故能世闡玄功，時流至德。今，朕奉承大運，愛育黎元，何當聿遵皇祖之跡，永保無窮之祚？其群卿百僚竭爾忠貞，共安天下，不亦可乎！」
在崇神天皇即位五年後，國內瘟疫橫行，大半的人民都因此死亡。一年之後，也就是崇神天皇即位後的第六年時，民間百姓流離失所，甚至還有人起而叛變，天皇以為是自己德治不夠所致，便日夜反省，請罪於神明。迎天照大神、倭大國魂等二神於天皇大殿內，不過他與二神共住，畏懼其神威而不安，因此託豐鍬入姬命祭祀天照大神於大和國笠縫邑（かさぬいむら、かさぬいのむら），並在磯堅城建立神籬。另託渟名城入姬命祭拜日本大國魂神，但前者以身體孱弱、頭髮稀疏等為由而不祭。
在位第七年二月初春，他下詔书说：「昔日朕的皇祖，開國創立天下之宏大基業，往後歷代的治世使之更加高偉，王朝之威日漸強盛，但不料，現今由朕來治理天下，卻時常有災害發生，恐怕是因為缺乏良好的政策吧，難道是朕得罪了神明嗎？因此朕以燒裂龜甲之方法來占卜問神，好知道這一切的災害究竟是為何發生！」。於是，天皇幸駕神淺茅原，以會晤天下之八十萬神明，並占卜問神，此時，神明憑依著倭跡跡日百襲姬命（孝靈天皇之皇一女，為崇神天皇之曾姑母）的身體說：「天皇為何憂心國家無法治理呢？若是能尊敬的祭祀我，國家自當平安順遂啊！」天皇聽聞便問：「那請問說這話的是哪一位神明呢？」。神明又憑著倭跡跡日百襲姬命來回答：「我是倭國城內所居之神，名為大物主神」。於是當下便由這位大物主神指導天皇該如何祭祀，但天皇覺得不甚了解，回到宮中后便齋戒沐浴，並祈禱說：「朕遵奉神明的禮數尚未完成嗎？為何不能享有神之恩德呢？希望神明能夠在朕的夢中現身，教導朕所不足之處，以便朕報得神恩！」當天夜晚，天皇夢見有一位貴人，自稱是大物主神，說：「天皇不必為了治國之事而憂愁，國家無法順利治理，是我的意思，若是以我的兒子大田田根子來祭祀我，則天下太平，而海外之國亦會自動歸順。」
同年秋季八月癸卯朔己酉，窩跡跡神淺茅原木妙姬、大水口宿禰、伊勢麻績君等三人共同上奏崇神天皇，都說：「昨夜夢見有一位貴人，那位貴人教誨臣說：『以大田田根子來祭祀大物主神，同時以市磯長尾市來祭祀倭大國魂神，則天下自當太平！』」這和崇神天皇的夢境內容一致，天皇感到非常高興，遂詔告天下，尋找一人名大田田根子，之後馬上在茅渟縣的陶邑找到此人，並將他上報。天皇立即幸駕神淺茅原，會面諸王公卿，和八十郡部之長，並問大田田根子說：「你的父親是誰？」
大田田根子回答：「父親是大物主神，母親是活玉依媛，是陶津耳的女兒（異說為奇日方天日方五茅渟祇之女）。」崇神天皇大悅，於是卜問伊香色雄是否能為祭神者，此決定大吉，又卜問是否能同時祭祀他神，占卜結果是不吉。
同年十一月丁卯朔己卯，命伊香色雄，以物部八十手所製之祭神物品，並以大田田根子來祭祀大物主神，又命市磯長尾市來祭祀倭大國魂神，之後又卜問是否可同祭他神，結果是大吉，於是又同祭八十萬群神，仍然制定天社、國社及神地、神戶。之後瘟疫平息，國內漸趨安穩，五穀豐收，百姓又再次過著富饒歡樂的日子。
隔年夏季四月庚子朔乙卯，以活日為大神之掌酒同年冬日十二月，在祭祀大物主神的神宮內，活日舉起神酒獻給天皇，並唱道：「此の神酒は　我が神酒ならず　倭成す　大物主の　釀みし神酒　幾久　幾久」
這首歌歡宴於神宮之內，而諸位大夫一同唱道：「味酒　三輪の殿の　朝門にも　出でて行かな　三輪の殿門」
而崇神天皇也唱道：「味酒　三輪の殿の　朝門にも　押し開かね　三輪の殿門を」
於是馬上打開神宮大門來幸行。而所謂的大田田根子，便是今日三輪之君的始祖。
次年春日三月，甲子朔戊寅，崇神天皇又在夢中夢見一名神人，神人在夢中教誨天皇說：「用八枚赤紅色的盾牌、八支赤紅色的矛，祭祀墨阪神；同時也用八枚黑色的盾牌、八支黑色的矛，祭祀大阪神。」同年四月甲午朔己酉，天皇依照夢中神人所教導的方法，個別祭祀墨阪神、大阪神。

### 派遣四道将军

四道将军

所謂四道將軍，是指大和朝廷派遣山陽道、山陰道、中山道、東海道的四路軍隊，由四位勳戚名將分別率領，鎮撫東北地方、完成本州的統一；相傳「會津」之名即起自四道軍隊的合流處。

## 家庭
- 皇后：御間城姬（みまきひめ、御真津比卖命） - 大彦命（孝元天皇皇子）之女
  - 皇子：活目入彦五十狭茅尊（いくめいりびこいさちのみこと、垂仁天皇）
  - 皇子：彦五十狭茅命（ひこいさちのみこと） - 伊邪能真若命（いざのまわかのみこと）
  - 皇女：国方姬命（くにかたひめのみこと）
  - 皇女：千千衝倭姬命（ちちつくやまとひめのみこと）
  - 皇子：倭彦命（やまとひこのみこと）
  - 皇子：五十日鶴彦命（いかつるひこのみこと） - 伊賀比卖命（いかひめのみこと）
- 妃：遠津年魚眼眼妙媛（とおつあゆめまぐわしひめ） - 紀伊国荒河户畔女
  - 皇子：丰城入彦命（とよきいりびこのみこと） - 上毛野君・下毛野君等祖
  - 皇女：丰鍬入姬命（とよすきいりびめのみこと） - 初代斋宮
- 妃：尾張大海媛（おわりのおおあまひめ、意富阿麻比卖・葛木高名姬命） - 建宇那比命女（《先代旧事本紀》天孫本紀）
  - 皇子：大入杵命（おおいりきのみこと、大入来命） - 能登国造祖
  - 皇子：八坂入彦命（やさかいりびこのみこと） - 居美濃。有二女：八坂入媛命（景行天皇皇后・成務天皇母）、弟媛
  - 皇女：渟名城入姬命（ぬなきいりびめのみこと、沼名木之入日卖命）
  - 皇女：十市瓊入姬命（とおちにいりびめのみこと）

## 引用资料
- 《古事記》——卷之ㄧ第八章  大和朝廷成立
- 《日本書紀》——卷第五　崇神天皇　御間城入彥五十瓊殖天皇 （页面存档备份，存于）